# Ute Erb

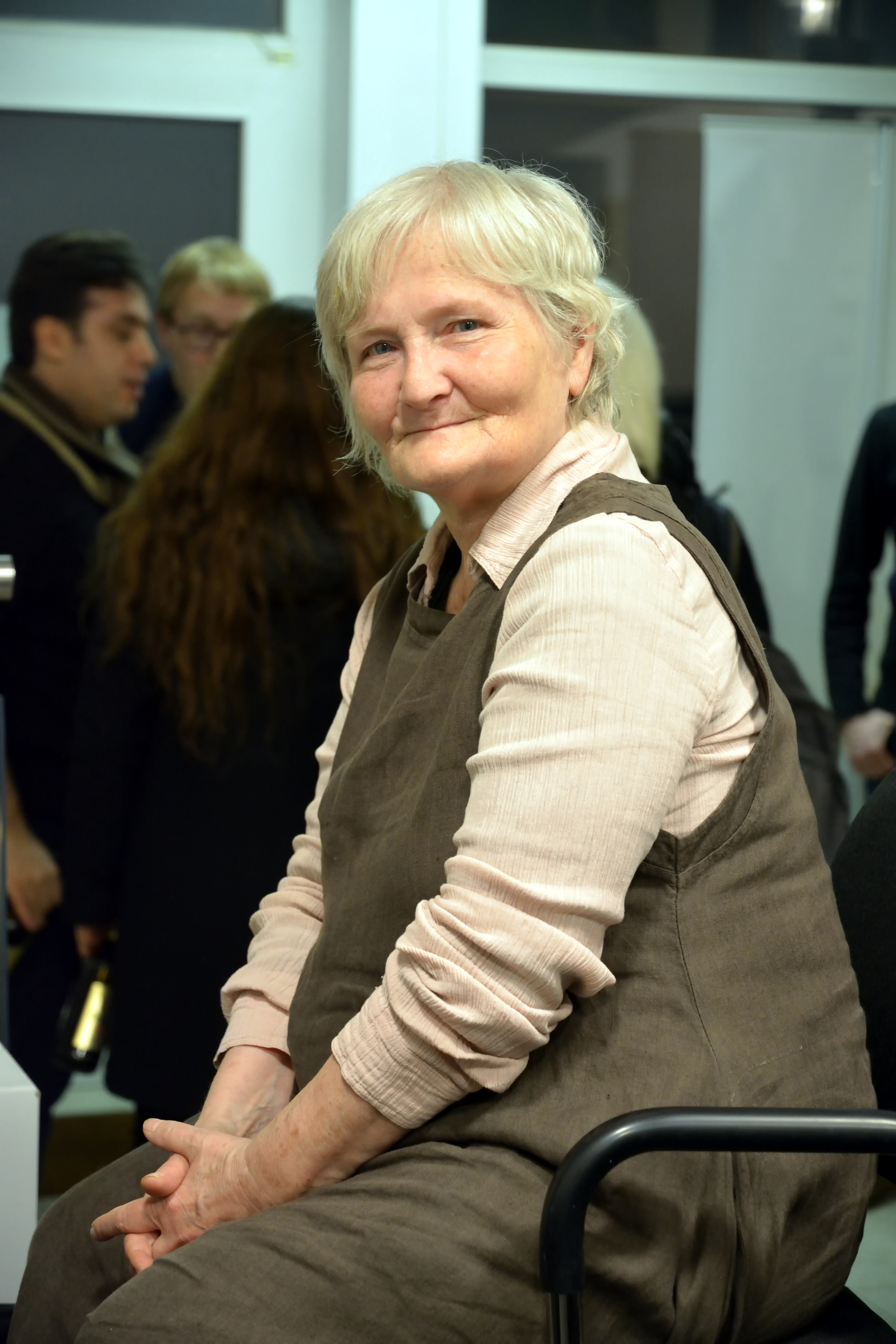
Ute Erb in Berlin (2017)

Ute Erb (* 25. Dezember 1940 in Scherbach) ist eine deutsche Schriftstellerin, Lyrikerin, Korrektorin und Übersetzerin.

## Leben, Bildung, Engagement
Ute Erb ist die jüngste Tochter von Ewald Johann Erb (1903–1978) und Elisabeth Christina Erb, geb. Hansen, geschiedene Schürmann (1904–1987), und eine Schwester von Elke Erb (1938–2024).
1949 holte Ewald Erb seine Familie aus Scherbach (Eifel) nach Halle in die Sowjetische Besatzungszone. Seine drei Töchter kamen in das Internat der Franckeschen Stiftungen. Anderthalb Jahre später konnte die Familie wieder zusammenziehen.
Im November 1957 verließ Erb die DDR gegen den Willen ihrer Eltern. Ihre Beweggründe für die Flucht aus der DDR schildert sie in ihrem Buch Die Kette an deinem Hals – Aufzeichnungen eines zornigen jungen Mädchens aus Mitteldeutschland, das sie auf die Anregung von Joseph Scholmer 1958 in Düsseldorf und in der unterrichtsfreien Zeit während des Schichtunterrichts am Nicolaus-Cusanus-Gymnasium in Godesberg zu schreiben begann. Das Buch erschien 1960 in der Europäischen Verlagsanstalt, während Erb im Kibbuz Gal’ed (einer Siedlung ehemaliger Mitglieder der Berliner Gewerkschaftsjugend) arbeitete, und wurde in mehrere Sprachen übersetzt.
Sie zog 1960 nach West-Berlin und heiratete 1962 den Arbeiter, Dolmetscher und Sänger Michael Pampuch (Scheidung 1966), mit dem zusammen sie die Lyndon-B.-Johnson-Biographie von Booth Mooney übersetzte. 1961 und 1963 kamen ihre beiden Söhne zur Welt.
1967 wurde ihre Mitgliedschaft in der SPD nach vier Monaten widerrufen, da sie im Rahmen des Kampfs gegen den Vietnam-Krieg maßgeblich an der Störung einer US-Truppenparade in Berlin-Neukölln beteiligt war. Erb verkehrte in der Kommune 1, war Mitbegründerin, Namensgeberin und Hauptmieterin der Kommune 99 sowie aktiv in der Kinderladen-Bewegung. Sie war Stipendiatin der Pädagogischen Hochschule Berlin (PH), gab aber als Alleinerziehende aus finanziellen Gründen das Studium auf. 1970 trat sie an der PH der Studentengruppe der SEW bei.
In zweiter Ehe war Ute Erb ein Jahr lang mit dem österreichischen Dichter Hermann Schürrer verheiratet.
1976 erschien beim Wolfgang Fietkau Verlag das erste Lyrikbändchen, 1979 das zweite bei der Edition Neue Wege. 1976 organisierte sie federführend den II. Berliner Autorentag (Thema: „Schreib das auf, Frau“) und versammelte die Sektion Literatur in der Vereinigung demokratischer und sozialistischer Künstler (VDSK). Sie arbeitete im Vorstand des Westberliner Verbandes deutscher Schriftsteller (VS), im Werkkreis Literatur der Arbeitswelt, im Ständigen Komitee Kulturtage, Progressive Kunst West-Berlin e. V. und in der Libanon-Hilfe mit. Sie ist Mitglied bei der Grazer Autorinnen Autorenversammlung (GAV) mit Sitz in Wien.

### Berufliche Tätigkeiten
Von 1974 an arbeitete sie im Composersatz (englisch typesetting), zunächst im Druckhaus Norden, dem Verlagshaus der Wahrheit. Ab 1978 setzte sie bei der Neuen sowie für den Forschungsschwerpunkt Theorie und Geschichte von Bau, Raum und Alltagskultur an der Hochschule der Künste in Westberlin, Schöneberger Ufer 65. 1982 gründete sie die „Schriftstellerei Ute Erb & Kollektiv“ und heiratete Omar Saad, einen palästinensischen Flüchtling aus dem Libanon (Scheidung 1986). Als Verlegerin stellte sie einige Rara her (wie Landwehrkanal) und brachte ein Buch von Sigrun Casper auf den Markt. 1996 zog sie sich wegen chronischer Quecksilbervergiftung zurück.
Ute Erb lebt seit 2001 in Berlin-Charlottenburg. Seit 2007 ist sie aktiv im gemeinnützigen Projekt Wikipedia.

## Werke (Auswahl)
- Die Kette an deinem Hals. Europäische Verlagsanstalt, Frankfurt 1960 (wieder Bertelsmann Lesering: Gütersloh 1962) DNB-LINK
- als Übersetzerin, zus. mit Michael Pampuch: Booth Mooney: Lyndon B. Johnson. Colloquium, Berlin 1964
- als Übersetzerin, zus. mit Ludwig Mau: Donatien Alphonse François de Sade: Die Marquise de Gange. Historischer Roman. Merlin Verlag, Hamburg 1967; wieder 1990, ISBN 3-87536-089-3.
- als Übersetzerin: Georges Bataille: Gilles de Rais. Leben und Prozeß eines Kindermörders. Merlin, Hamburg 1967. 7. Auflage, 2000, ISBN 3-87536-042-7.
- Das Wochenende einer Gastarbeiterin. Westdeutscher Rundfunk, Köln 1968 (Fernsehskizze)
- Hütet euren Kopf. Gedichte. Sender Freies Berlin, 1972
- Nie kommen wir ins Paradies. Gedichte. Sender Freies Berlin, 1973
- Schindluder treiben. Gedichte. Sender Freies Berlin, 1975
- Ein schöner Land. Gedichte. schritte 30, Wolfgang Fietkau Verlag, Berlin 1976, ISBN 3-87352-030-3.
- Schulter an Schulter. 75 Gedichte und Sprüche auf einen Griff. Neue Wege, Berlin 1979, ISBN 3-88348-025-8.
- als Übersetzerin: Tahsin İncirci: Lieder für den Frieden und Lieder aus der Fremde. Mit Sümeyra und Türkischer Arbeiterchor Westberlin. Verlag „pläne“, Dortmund 1979 (LP, Übertragung ins Deutsche)
- Ich habe einen Mann in Süddeutschland. Lyrik bei SFB1, 18. Oktober 1982. 23:00–23:10 Uhr (selbst vorgetragen)
- Berliner Künstler. Feature in SFB3 (Journal), 7. Juni 1983, 17:05–18:10 Uhr
- Ende einer Versammlung. In: Radio Bremen am 20. April 1984, 22:50–23:00 Uhr
- Frauenleiden. In: Schreibwerkstatt – Texte von Frauen. Hessischer Rundfunk am 6. Januar 1985, 16:15–16:30 Uhr (Teilsendung mit 2 Minuten von Anna Rheinsberg)
- Lyrik und Interview (17 Minuten) in Deutschland – Deutschland (2) Die Töchter der Verlierer. In: WDR3 (Fernsehen) ab 22:20 Uhr (Gesamtdauer 69 Minuten)
- Alternative – Gebrauchsanthologie. 1. Zwanzig Einfälle auf zehn Streichholzschachteln. Amerikanischer Sektor. Berlin 1988
- Gebühreneinheit. In: Lyrik um zehn vor elf. RBII am 8. Januar 1989, 22:50–23:00 Uhr
- mit Regina Nössler: So können wir uns nicht trennen. In: Neue literarische Texte. SFB3 (Hörfunk), 16. April 1989, 18:30–19:00 (Textanteil 12,5 Minuten)
- mit Petra Ganglbauer in Jazz und Lyrik. Es las Judith Keller (Schauspielerin). Es dankten fürs Zuhören Gerald Bisinger und Friederike Raderer auf ORF 2 1995.

## Buchferne Medien
- „Die Zeit der Vogelfreiheit ist vorbei.“ Interview von Claudia Lenssen in SFB 1 am 16. Juni 1979 ab 15:30 Uhr (42 Minuten)
- „Wir haben die  moralische  Verpflichtung, Ulbricht zu stürzen.“ Margit Miosga porträtiert Ute Erb. Im SFB III, Reihe Kulturtermin, ab 19:05 Uhr am 9. August 1995